# Jonas Abrahamsen
Jonas Abrahamsen (født 20. september 1995 i Skien) er en cykelrytter fra Norge, der er på kontrakt hos Uno-X Mobility.